# 초조본 불설가섭부불반열반경
초조본 불설가섭부불반열반경(初雕本 佛說迦葉赴佛般涅槃經)은 서울특별시 종로구, 불교중앙박물관에 있는 고려시대의 불경이다. 2010년 2월 24일 대한민국의 보물 제1646호로 지정되었다.

## 개요
이 불설가섭부불반열반경은 11세기에 판각한 초조대장경에서 인출한 것으로, 이번에 처음 발견된 것이다. 재조대장경인 해인사대장경 소재 본은 서명이『가섭부불반열반경(迦葉赴佛般涅槃經)』으로 되어 있다. 3장(張)에 불과한 짧은 단권경(單卷經)임에도 문자 간에 차이가 있어서, 초조장경과 재조장경의 비교연구 및 서지학연구에 중요한 자료가 된다는 점에서 가치가 있다.
또한 현재 국내에 전래되고 있는 초조본 가운데 불복(佛腹)에서 수습된 사례가 분명하게 확인된 경우가 그다지 많지 않은 실정인데, 조계종 불교문화재 일제 조사 과정에서 수습되었다는 점에서 매우 의미 있는 사례로 평가된다.
판각술도 뛰어나고 지질도 대단히 우수하여 광택이 나며 보존상태도 양호하다. 원형을 그대로 유지하고 있어 고려의 우수한 인쇄술을 보여주고 있다.

## 같이 보기
- 불교중앙박물관

## 참고 자료
- 초조본 불설가섭부불반열반경 - 국가유산청 국가유산포털